# Aeletes
Aeletes är ett släkte av skalbaggar som beskrevs av Horn 1873. Aeletes ingår i familjen stumpbaggar.

## Dottertaxa tillAeletes, i alfabetisk ordning[1][2]
- Aeletes aciculatus
- Aeletes aldridgei
- Aeletes angustisternus
- Aeletes angustus
- Aeletes assimilis
- Aeletes atomarius
- Aeletes basalis
- Aeletes blackburni
- Aeletes brevisternus
- Aeletes clarulus
- Aeletes concentricus
- Aeletes confusus
- Aeletes crenatus
- Aeletes ctenomyphilus
- Aeletes daubani
- Aeletes davidsoni
- Aeletes dybasi
- Aeletes espanoli
- Aeletes eutretus
- Aeletes facilis
- Aeletes flavitarsis
- Aeletes floridae
- Aeletes fordi
- Aeletes franzi
- Aeletes fryeri
- Aeletes fuscus
- Aeletes gemmula
- Aeletes germanus
- Aeletes gulliver
- Aeletes haleakalae
- Aeletes hawaiiensis
- Aeletes hopffgarteni
- Aeletes insignis
- Aeletes insolitus
- Aeletes jamaicus
- Aeletes kaalae
- Aeletes kauaiensis
- Aeletes kilaueae
- Aeletes kukuiae
- Aeletes laevis
- Aeletes laeviusculus
- Aeletes lanaiensis
- Aeletes leai
- Aeletes lewisi
- Aeletes lissosternus
- Aeletes longipes
- Aeletes makaweliae
- Aeletes mauiae
- Aeletes minor
- Aeletes mohihiensis
- Aeletes molokaiae
- Aeletes monticola
- Aeletes neckerensis
- Aeletes negrei
- Aeletes nepos
- Aeletes oahuensis
- Aeletes orioli
- Aeletes ornatus
- Aeletes oromii
- Aeletes parvulus
- Aeletes perkinsi
- Aeletes poeyi
- Aeletes politus
- Aeletes pulchellus
- Aeletes punctatus
- Aeletes rectistrius
- Aeletes romiae
- Aeletes rugiceps
- Aeletes rugipygus
- Aeletes samuelsoni
- Aeletes schwarzi
- Aeletes scotti
- Aeletes sculptus
- Aeletes sharpi
- Aeletes similis
- Aeletes simplex
- Aeletes simpliculus
- Aeletes solitarius
- Aeletes subalatus
- Aeletes subbasalis
- Aeletes subniger
- Aeletes subrotundus
- Aeletes sulcipennis
- Aeletes swezeyi
- Aeletes termitophilus
- Aeletes troglodytes
- Aeletes waianaae
- Aeletes zimmermani